# كامل نقولا قعبر
كامِل نقولا قُـعْـبُرْ فنان تشكيلي فلسطيني / أردني (مواليد بيت جالا عام 1943).  نال شهادة الماجستير والبكالوريوس والدكتوراه في الفنون من المعهد العالي للفنون الجميلة صوفيا – بلغاريا، تخصص : جرافيك تطبيقي – ملصقات. قام بتصميم العديد من الملصقات وأغلفة الكتب والمجلاّت والإعلانات والتقاويم السنوية والبطاقات وأغلفة المنتجات وغيرها. يقوم بتصميم وإخراج الكتاب السنوي لجامعة العلوم التطبيقية للسنوات من سنة 1997 وإلى الآن.
يستلهم الفنان قعبر التراث فيعَكَسَ حسَّاً هندسياً.  كذلك فأن تَعامُله مع الزيّ الفلسطيني وتحليله التشكيلي، أعطى العَمَل الفني أبعاداً فنية وجمالية، وجاء هذا العطاء لخدمة الطموح كعنصر مساعد في ارتقائه، ليكون هوية ورمزاً.